# Sintești, Ilfov
Sintești este un sat în comuna Vidra din județul Ilfov, Muntenia, România.
Acesta este recunoscut pentru populația mare de rromi din partea estică a satului, cartierul Bălăceni despărțind "Țigănia" (cum i se zice de către locuitori) de cartierul Monumentului. 
Din punct de vedere geografic, localitatea Sintești este situată pe malul stâng al râului Sabar, afluent al râului Argeș, fiind întretăiată în partea sud-estică de calea ferată București-Giurgiu la o distanță de 14 km față de fosta gară Progresul din partea sudică a Capitalei.
Localitatea a luat ființă aproximativ în a doua jumătate a secolului al XVI-lea. Din cercetările făcute și din mărturiile bătrânilor, transmise din generație în generație, din sat reiese faptul că primele așezări omenești au fost în proximitatea actualei biserici (finalizată în 1825), cu timpul acestea extinzându-se.
Monumentul de pe Strada Principală, aflat la intersecția cu Strada Monumentului, comemorează eroii Sinteșteni căzuți pe frontul din Primul Război Mondial. 

## Personalități
- Marian Dîrță (1969 - 2016), hairstylist